# East Horn
East Horn – góra o wysokości 3495 m n.p.m. na terenie hrabstwa Teton w Wyoming.

## Położenie i okolica
Szczyt znajduje się w paśmie górskim Teton Range w Górach Skalistych. Na jego wschodnim zboczu znajduje się lodowiec Falling Ice Glacier, a na południowym lodowiec Skillet Glacier. Od zachodu znajduje się góra Mount Moran, od południowego zachodu szczyt West Horn, od południa strumień Leigh Creek, od wschodu jeziora Jackson Lake oraz Leigh Lake, a od północy potok Moran Creek. Szczyt znajduje się także w Parku Narodowym Grand Teton.